# Siebenschräm
Siebenschräm (auch 7-Schräm, von niederdeutsch schräm = schräg) ist ein Kartenspiel für vier Personen und gehört seit mehr als einem Jahrhundert zur Wirtshauskultur in der Eifel. Das schnelle Kartenspiel ist heute überregional bekannt, und seit 1982 werden Meisterschaften, wie die Rheinland-Meisterschaft in Ulmen, ausgetragen.

## Geschichte
Siebenschräm wurde seit jeher gern in den Wirtshäusern gespielt. Um die Jahrhundertwende vom 19. zum 20. Jahrhundert hatten sich mehrere Arbeiterfrauen aus einem Ort im Landkreis Daun beim Bürgermeister darüber beschwert, dass ihre Männer leidenschaftlich Karten spielten und dabei oft den ganzen Wochenverdienst verspielten; die Auszahlung desselben geschah ja noch bis in die Nachkriegsjahrzehnte in Arbeiterkreisen am Freitagnachmittag in bar.
Hier war der (Amts-)Bürgermeister als Ordnungspolizei angesprochen, um möglicherweise gegen diese Spielleidenschaft einzuschreiten – was er wohl auch tat. Er bat die Gastwirte in einem Rundschreiben um Abstellung dieses Übelstandes und sah wohl Siebenschräm als Glücksspiel an – was eine Interpretationssache sein mag, wie wir noch sehen werden. Das führte auch in einem Falle zu einer Anzeige gegen einen Gastwirt wegen Duldung eines Glücksspieles. Das zuständige Gericht vor Ort erkannte als erste Instanz auf Freispruch, weil dem Angeklagten nicht bewusst gewesen sei, dass es sich um ein Glücksspiel handelte.
Aber bekanntlich schützt Unkenntnis nicht vor Strafe. Und so ging das Verfahren zur zweiten Instanz nach Trier, wo der Staatsanwalt ein Vergehen im Sinne des §284 StGB (Glücksspiel) als gegeben ansah und 5 Reichsmark Strafe beantragte. Das Gericht wollte sich jedoch selbst vom Spiel überzeugen. Der angeklagte Wirt und drei der als Zeugen geladenen Spieler mussten nun „unter allgemeiner Heiterkeit“ eine Partie Siebenschräm spielen, „wobei die einzelnen Spieler aufklopften, als säßen sie daheim an ihrem Stammtisch“ – wie der Chronist berichtet. Das Landgericht sah Siebenschräm nicht als Glücksspiel an und sprach den Angeklagten frei; denn „beim Sieben-Schräm-Spiel hängt der Ausgang weniger vom Glück als vom gewandten und kunstfertigen Spiel ab“, befand es. So geschehen am 15. Juli 1910.

## Spielregeln
Gespielt wird mit einer Skatkarte (Französisches Blatt). Die Rangfolge (Wert) der Karten ist von der ranghöchsten Karten gesehen 10, 9, 8, 7, Ass, König, Dame, Bube. Der Bube ist also die niedrigste Karte, die Zehn die höchste.
Alle vier Mitspieler an einem Tisch erhalten je vier Karten. Die restlichen 16 Karten bleiben verdeckt auf dem Tisch liegen und greifen nicht mehr ins Spielgeschehen ein. Nachdem aufgespielt ist, bedienen die Mitspieler die aufgespielte Karte in ihrer Farbe (Farbe = Herz, Karo, Kreuz, Pik). Kann die Farbe nicht bedient werden, muss eine Karte der übrigen Farben gespielt werden. Der Spieler, der in der aufgespielten Farbe die ranghöchste Karte spielt, spielt nun die zweite Karte, die er selbst bestimmt. Die drei Mitspieler müssen nun diese gespielte Karte bedienen oder eine Karte einer anderen Farbe abwerfen. Wer nun hierbei die ranghöchste Karte in der gespielten Farbe spielt, spielt die nächste Karte, wobei weiter auch die genannten Kriterien gelten. 
Wer nun bei der letzten Karte (4. Karte) die ranghöchste Karte in der zuletzt gespielten Farbe hat, gewinnt dieses Einzelspiel. Die drei Mitspieler bekommen einen Strich (Schräm) auf der Spielliste angestrichen, der Gewinner keinen.
Nun kann während des Spiels von den Mitspielern der „Spielwert“ = 1 Strich bzw. Schräm, durch ein sogenanntes „Klopfen“ erhöht werden, ähnlich dem Contra beim Skat. Das geschieht in der Weise, dass ein Spieler zu jedem Zeitpunkt des Spiels „klopfen“ kann. Die Mitspieler können sich nun entscheiden, ob sie das Spiel halten oder passen. Der Spieler der passt, bekommt einen Strich (Schräm) angestrichen; der Gewinner keinen, die Verlierer bzw. nicht gepassten Spieler zwei Striche. Dieses „klopfen“ kann während des Spiels fortgeführt werden, d. h. ein weiterer Mitspieler klopft ebenfalls nachdem bereits geklopft ist. So kann sich hierdurch der Spielwert auf drei, vier bis maximal sieben Striche erhöhen. Wobei jedoch niemals der gleiche Spieler selbst hintereinander mehrfach klopfen kann; er kann nur dann selbst wieder klopfen, wenn ein anderer Mitspieler geklopft hat.
Wer nur noch einen Schräm hat, gilt als „arm“ oder „armer Mann“. Er hat immer das Vorrecht des Klopfens. Beim Weiterspielen zeigt sich nun, wer die schwächeren Karten hat und die entsprechenden Schräm abgezogen bekommt. Man kann auch „blind“ klopfen, bevor man die Karten aufgehoben hat. Wer seine Schräm am ersten ausgestrichen hat, ist der Verlierer.

## Varianten
Siebenschräm lässt zahlreiche Spiel-Varianten zu. Die gespielte Farbe muss immer bedient werden. Die gespielte Farbe muss aber nicht mit einem höheren Spielwert bedient werden. Es dürfen keine Karten ausgewechselt oder neu gezogen bzw. vergeben werden.